# Alex Yermolinsky
Alexander Yermolinsky é um jogador de xadrez dos Estados Unidos com participação nas Olimpíadas de xadrez de 1992 a 2000. Alexander conquistou a medalha de prata por performance individual no segundo tabuleiro e uma de bronze por performance especial em 1996. Por equipes, conquistou as medalhas de bronze em 1996 e a de prata em 1998, no segundo e primeiro tabuleiro, respectivamente.